# Prensa Ibérica
Prensa Ibérica, cuya razón social es Prensa Ibérica Media, S. L., es un grupo de prensa español. Su presidente y fundador es Francisco Javier Moll de Miguel. Su sede se localiza en Barcelona.
Tras la compra del Grupo Zeta en 2019, Prensa Ibérica alcanzó los 2,4 millones de lectores diarios, lo que representaba el 26,6% de la audiencia total, según el EGM. Con estos datos, Prensa Ibérica escaló hasta la segunda posición en número de lectores de prensa diaria, solo superada por un estrecho margen por Unidad Editorial, que contaba con 2,6 millones de lectores.
Su cifra de negocios en 2009 sumaba 5,7 millones de euros.

## Historia
Los orígenes del grupo se sitúan en Canarias de la mano de su presidente y fundador Javier Moll. En diciembre de 1978 se creó el grupo Editorial Prensa Canaria, gestora del matutino La Provincia y del último vespertino en España, Diario de Las Palmas, pilar de lo que seis años después, en 1984, sería la sociedad anónima Editorial Prensa Ibérica, un grupo familiar de empresas regionales de comunicación conformada tras acudir a subasta de periódicos pertenecientes al organismo de Medios de Comunicación Social del Estado y comprar las sociedades gestoras de La Nueva España de Asturias, Levante de Valencia e Información de Alicante. Tanto La Nueva España como Información eran líderes de difusión y audiencia en sus respectivas áreas de implantación. 
En 1986 el grupo adquirió en Galicia el Faro de Vigo a la familia Lema. En 1991 en Baleares, la editorial compró Diario de Mallorca a los March y Diario de Ibiza a la familia Verdera. En Cataluña el grupo compró el Diari de Girona en 1996, Empordà en 2005 y Regió 7 en 2006. En mayo de 2019 la compra del Grupo Zeta permitió la incorporación de El Periódico de Catalunya, El Periódico de Aragón, El Periódico de Extremadura, La Crónica de Badajoz, Córdoba, Mediterráneo, Sport y La Grada, ampliando el negocio a Extremadura y Aragón, dos comunidades en las que el grupo no tenía presencia y mejorando el posicionamiento en Cataluña y en la Comunidad Valenciana.
El grupo, presidido por Javier Moll en 2019 superó según datos de la propia empresa los 2,25 millones de lectores diarios en papel y rozando los 300.000 ejemplares diarios convirtiéndose en uno de los grupos de comunicación líderes de España.
Desde 2015, Aitor Moll Sarasola es el consejero delegado de Prensa Ibérica. El grupo tiene su sede en Barcelona, y en 2018 centralizó su área comercial en Madrid.
En 2018, Prensa Ibérica celebró su 40 aniversario.
En 2019 el grupo se hizo cargo del Grupo Zeta tras conseguir una quita bancaria del 70% de la deuda del mismo y así hacer frente a sus deudas, su primera decisión ha sido mantener la cabecera de El Periódico Mediterráneo y cerrar a su vez El Levante de Castelló.
El grupo forma parte de la Asociación de Medios de Información (AMI) y de la World Association of News Publishers (WAN-IFRA).

## Publicaciones[21]
Los títulos del grupo son:

### Periódicos de información general, nacional, internacional y regional
| Periódico                 | Sede                       | Fundación | Adquisición | Anterior propiedad o editor | Venta o desaparición | Difusión                    |
| ------------------------- | -------------------------- | --------- | ----------- | --------------------------- | -------------------- | --------------------------- |
| A Capital                 | Lisboa                     | 1968      | 2001        | Sello propio                | 2005                 | Portugal                    |
| O Comércio do Porto       | Oporto                     | 1854      | 2001        | Sello propio                | 2005                 | Portugal                    |
| Córdoba                   | Córdoba                    | 1941      | 2019        | Grupo Zeta                  | -                    | Provincia de Córdoba        |
| El Correo de Andalucía    | Sevilla                    | 1899      | 2023        | Editorial Sevillana         | -                    | Andalucía                   |
| El Correo Gallego         | Santiago de Compostela     | 1878      | 2022        | Editorial Compostela        | -                    | Sur de La Coruña            |
| La Crónica de Badajoz     | Badajoz                    | 2002      | 2019        | Grupo Zeta                  | -                    | Extremadura                 |
| El Día                    | Santa Cruz de Tenerife     | 1939      | 2019        | Editorial Leoncio Rodríguez | -                    | Tenerife                    |
| Diari de Girona           | Gerona                     | 1943      | 1996        | Editorial Girondina         | -                    | Provincia de Gerona         |
| Diario de Ibiza           | Ibiza                      | 1893      | 1991        | Sello propio                | -                    | Islas de Ibiza y Formentera |
| Diario de Mallorca        | Palma de Mallorca          | 1953      | 1991        | Editora Balear              | -                    | Mallorca                    |
| Empordà                   | Figueras                   | 1970      | 2005        | Editorial l'Empordà         |                      | Alto Ampurdán               |
| Faro de Vigo              | Vigo                       | 1863      | 1986        | Sello propio                | -                    | Sur de Galicia              |
| Información               | Alicante                   | 1941      | 1984        | Prensa Alicantina           | -                    | Provincia de Alicante       |
| Levante de Castelló       | Castellón de la Plana      | 1987      | -           | -                           | 2019                 | Provincia de Castellón      |
| Levante-EMV               | Valencia                   | 1872      | 1984        | Sello propio                | -                    | Provincia de Valencia       |
| Mallorca Zeitung          | Palma de Mallorca          | 2000      | -           | -                           | -                    | Mallorca                    |
| La Nueva España           | Oviedo                     | 1936      | 1984        | Prensa del Movimiento       | -                    | Asturias                    |
| La Opinión de A Coruña    | La Coruña                  | 2000      | -           | -                           | -                    | Provincia de La Coruña      |
| La Opinión de Granada     | Granada                    | 2003      | -           | -                           | 2009                 | Provincia de Granada        |
| La Opinión de Málaga      | Málaga                     | 1999      | -           | -                           | -                    | Provincia de Málaga         |
| La Opinión de Murcia      | Murcia                     | 1988      | -           | -                           | -                    | Región de Murcia            |
| La Opinión de Tenerife    | Santa Cruz de Tenerife     | 1999      | -           | -                           | 2019                 | Tenerife                    |
| La Opinión de Zamora      | Zamora                     | 1990      | -           | -                           | -                    | Provincia de Zamora         |
| El Periódico de Aragón    | Zaragoza                   | 1990      | 2019        | Grupo Zeta                  | -                    | Aragón                      |
| El Periódico de Catalunya | Barcelona                  | 1978      | 2019        | Grupo Zeta                  | -                    | Catalunya                   |
| El Periódico de España    | Madrid                     | 2021      | -           | -                           | -                    | España                      |
| El Periódico Extremadura  | Cáceres                    | 1923      | 2019        | Grupo Zeta                  | -                    | Extremadura                 |
| El Periódico Mediterráneo | Castellón de la Plana      | 1938      | 2019        | Grupo Zeta                  | -                    | Provincia de Castellón      |
| La Prensa de Ibiza        | Ibiza                      | 1988      | 1993        | Sello propio                | 1993                 | Ibiza                       |
| La Provincia              | Las Palmas de Gran Canaria | 1893      | 1978        | Editorial Prensa Canaria    | -                    | Provincia de Las Palmas     |
| Regió7                    | Manresa                    | 1978      | 2006        | Edicions Intercomarcals     | -                    | Cataluña Central            |
| Sport                     | Barcelona                  | 1978      | 2019        | Grupo Zeta                  | -                    | Nacional                    |

Además, desde el 1 de enero de 2020, el holding asume la comercialización de la publicidad nacional de los medios del Grupo Noticias, responsable de las publicaciones Diario de Noticias de Navarra, Deia, Noticias de Guipúzcoa y Noticias de Álava.

### Periódicos deportivos
- Sport
- Superdeporte: Provincia de Valencia.
- Estadio Deportivo: Provincia de Sevilla.
- La Grada: Provincia de Barcelona.

### Revistas
- Woman
- Stilo
- Viajar
- Urban
- Magazine
- Cuore
- Rumore
- AutoSport
- Digital Camera
- CN
- Disney
- Neox Kidz

### Radio
- 97.7 Radio Levante (2006-2021)
- Radio Levante-Radio TOP 40 (1990-1996)[23]
- Radio Información-Radio TOP 40 (1990-1996)

### Televisión
- Levante TV
- Información TV
- Medi TV

### Portales temáticos
- compramejor (creado por Alejandro Sopeña y Cristian Gonzalez)
- iberempleos
- tucasa
- Goya
- Oscars
- Fórmula 1
- Lotería de Navidad

### Productoras
- Producciones Celta
- Asturmedia Producciones Audiovisuales

### Editorial
- Alba Editorial

## Galardones
La calidad del periodismo de proximidad llevado a cabo en medios de Prensa Ibérica ha sido condecorado con galardones de proyección nacional e internacional, entre ellos el Premio Ortega y Gasset y el Premio Primera Enmienda otorgado por la Asociación Española Eisenshower Fellows.

## Críticas
En la Comunidad Valenciana, el Partido Popular y Ciudadanos han solicitado que se esclarezca la condonación de deuda al Grupo Zeta, adquirido por Prensa Ibérica, por parte del Instituto Valenciano de Finanzas (IVF), que ha defendido el acierto de dicha condonación. Por otro lado, en enero de 2020 la Unió de Periodistes Valencians (UPV) emitió un comunicado en que se refiere a la situación de las empresas de medios en la Comunidad Valenciana y al ajuste de plantilla en la prensa local de Alicante.
En abril de 2020, los comités de empresa de varias publicaciones vinculadas a Prensa Ibérica protestaron contra los Expedientes de Regulación Temporal de Empleo (ERTEs) llevados a cabo en el grupo editorial.